# شهر گمشده (فیلم ۲۰۲۲)
شهر گمشده (به انگلیسی: The Lost City) یک فیلم کمدی اکشن و ماجراجویی آمریکایی محصول سال ۲۰۲۲ به کارگردانی برادران نی است که با همکاری اورن یوزیل و دانا فاکس، فیلمنامه را بر اساس داستانی که توسط ست گوردون طراحی شده بود، نوشتند. در این فیلم ساندرا بولاک و چنینگ تیتوم به ترتیب نقش یک رمان‌نویس و مدل روی جلد کتاب را ایفا می‌کنند که باید از یک میلیاردر (دنیل ردکلیف) فرار کنند و شهر باستانی گمشده‌ای را که در یکی از کتاب‌هایش به تصویر کشیده شده‌ پیدا کنند. داواین جوی راندولف و برد پیت نیز در این فیلم ایفای نقش کرده‌اند.
این پروژه در اکتبر ۲۰۲۰ با ملحق شدن بولاک به عنوان تهیه‌کننده و بازیگری تیتوم در دسامبر همان سال اعلام شد. بقیه بازیگران سال بعد معرفی شدند. فیلمبرداری در جمهوری دومینیکن از ماه می تا اوت ۲۰۲۱ انجام شد. شهر گمشده در ۱۲ مارس ۲۰۲۲ در جنوب از جنوب غربی نمایش داده شد و توسط پارامونت پیکچرز در ایالات متحده در ۲۵ مارس ۲۰۲۲ اکران شد. این فیلم به‌طور کلی نقدهای مثبتی از منتقدان دریافت کرد و با بودجه‌ای ۶۸ میلیون دلاری بیش از ۱۹۲ میلیون دلار در سراسر جهان فروش داشته‌است.

## داستان
لورتا سیج (Loretta Sage؛ ساندرا بولاک) رمان‌های عاشقانه-ماجراجویی می‌نویسد که حول محور دکتر آنجلا لاومور (Angela Lovemore؛ بولاک) قهرمان داستان و فردی که عاشقش است، دَش مک‌ماهون (Dash McMahon؛ چنینگ تیتوم) تمرکز دارند. بث هاتن، ناشر سیج برای تبلیغ آخرین کتاب لاومور اصرار دارد که لورتا با وجود منزوی‌بودن از زمان مرگ همسرش، با آلن کاپریسون (Alan Caprison؛ تیتوم) یا دش مدل جلد کتابش، یک تور کتاب را آغاز کند.
پس از یک شروع فاجعه بار، بیشتر به دلیل محبوبیت شخصیت دَش، لورتا توسط ابیگیل فیرفکس (Abigail Fairfax؛ دنیل ردکلیف)، یک میلیاردر، ربوده می‌شود؛ او بعداً متوجه می‌شود که لورتا کتاب‌های خود را بر پایهٔ تحقیقات تاریخی واقعی که با همسر باستان‌شناس فقید خود انجام داده بود، نوشته‌است. او یک شهر گمشده را در یک جزیره دورافتاده اقیانوس اطلس کشف کرده و متقاعد است که «تاج آتشین»، یک گنج گرانبها، در آنجا قرار دارد. هنگامی که او از کمک به رمزگشایی نقشهٔ باستانی گنج خودداری می‌کند، فیرفکس از ترس اینکه آتشفشان فعال سایت را نابود کند، لورتا را با کلروفرم بیهوش کرده و به جزیره می‌برد.
آلن که مخفیانه شیفته لورتا است شاهد ربوده شدن اوست، از اینرو با جک ترینر (Jack Trainer؛ برد پیت)، عضو سابق یگان ویژه نیروی دریایی ایالات متحده که مأمور سیا شده بود، تماس می‌گیرد تا با او در جزیره ملاقات کند و عملیات نجات را هماهنگ کند. جک، بدون هیچ کمکی از آلن، به محوطه فیرفکس نفوذ می‌کند و لورتا را آزاد می‌کند، اما قبل از رسیدن به فرودگاه به سرش شلیک می‌شود و لورتا و آلن مجبور می‌شوند به جنگل فرار کنند.
لورتا و آلن قبل از رسیدن به دهکده‌ای نزدیک، یک روز را صرف مبارزه با سرسپردگان فیرفکس می‌کنند، جایی که با شنیدن موسیقی فولک از یک محلی، لورتا استنباط می‌کند که تاج در یک سنوت در جنگل پنهان شده‌است. قبل از اینکه آنها بتوانند مکان را ترک کنند، فیرفکس دوباره او را اسیر می‌کند و تعقیب آلن برای نجات لورتا آغاز می‌شود. آن دو سپس مجبور می‌شوند مکان گنج را با فیرفکس به اشتراک بگذارند.
آنها پس از رسیدن به محل متوجه می‌شوند که آن مقبره، یادبودی برای قدرت طاها و کالامان نیست، بلکه مکانی برای اختفای ملکه بود تا برای همسرش اشک بریزد. تاج آتشین او از صدف‌های سرخ دریایی ساخته شده بود که توسط او به نشانهٔ عشقش به او جمع‌آوری شده بود. گنج واقعی این افسانه جواهری گرانبها نبود، بلکه عشق جدایی‌ناپذیر بین پادشاه و ملکه بود.
فیرفکس خشمگین، لورتا و آلن را مجبور می‌کند تا با فوران آتشفشان وارد گور شوند، اما رافی، یکی از سرسپردگان، نظرش تغییر می‌کند و پیش از ترک فیرفکس در جزیره، یک دیلم را رها می‌کند تا به آنها کمک کند فرار کنند. بث با گارد ساحلی محلی می‌رسد و فیرفکس دستگیر می‌شود. کتاب بعدی لورتا، که بر اساس ماجراجویی او با آلن است، موفق می‌شود و آنها در پایان تور کتاب بعدی خود، یک بوسه را به اشتراک می‌گذارند.
در یک صحنه پس از تیتراژ، جک ترینر که از گلوله در سرش جان سالم به در برده‌است، در کنار لورتا و آلن در کلاس یوگا شرکت می‌کند و آنها را غافلگیر می‌کند.

## بازیگران
- ساندرا بولاک در نقش لورتا سیج، رمان‌نویس موفق و پرفروش رمان‌های عاشقانه و در عین حال شخصی افسرده. بولاک همچنین نقش دکتر آنجلا لاومور، قهرمان سری کتاب‌هایش را بازی می‌کند.
- چنینگ تیتوم در نقش آلن کاپریسون، مدل جلدی مبهم برای رمان لورتا از شهر گمشده دی. تیتوم همچنین نقش دش مک‌ماهون، شخصیت اصلی قهرمان سری کتاب‌هایش را بازی می‌کند.[۵]
- دنیل ردکلیف در نقش ابیگیل فیرفکس، یک میلیاردر عجیب و غریب و جنایتکار بین‌المللی که لورتا را به این امید دستگیر می‌کند که او را به گنج گمشده شهری باستانی که در یکی از کتاب‌هایش نمایش داده شده‌است، سوق دهد.
- داواین جوی راندولف در نقش بث هاتن، روزنامه‌نگار لورتا.
- پتی هریسون در نقش آلیسون، مدیر شبکه‌های اجتماعی لورتا.
- اسکار نونز در نقش اسکار، یک خلبان هواپیمای باری عجیب و غریب.
- برد پیت در نقش جک ترینر، ردیاب انسان و مرد اکشن.
- بوئن ینگ
- جوآن پرینگل در نقش نانا
- هکتور آنیبال در نقش رافی
- توماس فوربس-جانسون در نقش جولیان

علاوه بر این، ریموند لی در نقش افسر گومز، آدام نی، کارگردان، افسر سایر و استفن لانگ در نقش شخصیت شرور فانتزی تصور شده توسط لورتا ظاهر می‌شوند.

## تولید
در اکتبر سال ۲۰۲۰ اعلام شد که ساندرا بولاک به گروه بازیگران فیلم شهر گمشده دی، فیلمی به کارگردانی ایرون و آدام نی با فیلم‌نامه‌ای از ست گوردون و دنا فاکس ملحق شده‌است. همچنین بولاک وظیفه تهیه‌کنندگی فیلم را برعهده دارد و همچنین فیلم توسط شرکت پارامونت پیکچرز توزیع خواهدشد. در دسامبر سال ۲۰۲۰، چنینگ تیتوم به گروه بازیگران فیلم پیوست. در مارس ۲۰۲۱، پتی هریسون و دنیل ردکلیف نیز به گروه بازیگران پیوستند. در آوریل ۲۰۲۱، برد پیت و اسکار نونز نیز به گروه بازیگران پیوستند اما پیت در این فیلم تنها حضوری افتخاری دارد.
فیلم‌برداری اصلی این فیلم در ماه مهٔ سال ۲۰۲۱ آغاز شد و محل فیلم‌برداری آن در جمهوری دومینیکن بود.

## انتشار
در اکتبر سال ۲۰۲۱، اعلام شد که نام فیلم از شهر گمشده دی، به شهر گمشده تغییر یافته‌است و برنامه‌ریزی شده تا در ۲۵ مارس سال ۲۰۲۲ منتشر شود. قبل از اعلام تغییر نام، این فیلم قرار بود در ۱۵ آوریل سال ۲۰۲۲ پخش شود.

## بازخورد
در وبگاه جمع‌آوری نقد راتن تومیتوز، ٪۷۹ از ۲۴۷ بررسی منتقدان مثبت است و میانگینِ امتیاز آن ۶٫۴/۱۰ است. اجماع این وبگاه چنین می‌نویسد: «شهر گمشده شاید به خوبی در میان دیگر فیلم‌های کلاسیک با محوریت گنج‌یابی ندرخشد، اما شیمیِ ستارگان آن باعث می‌شود این فیلم ارزش عاشقانهٔ دیدنش را داشته باشد.» این فیلم در متاکریتیک که از میانگین وزنی استفاده می‌کند، بر اساس نظر ۵۲ منتقدین امتیاز ۶۰ از ۱۰۰ را کسب کرده که نشان‌گر «نقدهای مختلط یا متوسط» است.